# Jeremy Hababou
 (juin 2025).
 (juin 2023).
La mise en forme du texte ne suit pas les recommandations de Wikipédia : il faut le « wikifier ».
Les points d'amélioration suivants sont les cas les plus fréquents. Le détail des points à revoir est peut-être précisé sur la page de discussion.
- Les titres sont pré-formatés par le logiciel. Ils ne sont ni en capitales, ni en gras.
- Le texte ne doit pas être écrit en capitales (les noms de famille non plus), ni en gras, ni en italique, ni en « petit »…
- Le gras n'est utilisé que pour surligner le titre de l'article dans l'introduction, une seule fois.
- L'italique est rarement utilisé : mots en langue étrangère, titres d'œuvres, noms de bateaux, etc.
- Les citations ne sont pas en italique mais en corps de texte normal. Elles sont entourées par des guillemets français : « et ».
- Les listes à puces sont à éviter, des paragraphes rédigés étant largement préférés. Les tableaux sont à réserver à la présentation de données structurées (résultats, etc.).
- Les appels de note de bas de page (petits chiffres en exposant, introduits par l'outil «  Source ») sont à placer entre la fin de phrase et le point final[comme ça].
- Les liens internes (vers d'autres articles de Wikipédia) sont à choisir avec parcimonie. Créez des liens vers des articles approfondissant le sujet. Les termes génériques sans rapport avec le sujet sont à éviter, ainsi que les répétitions de liens vers un même terme.
- Les liens externes sont à placer uniquement dans une section « Liens externes », à la fin de l'article. Ces liens sont à choisir avec parcimonie suivant les règles définies. Si un lien sert de source à l'article, son insertion dans le texte est à faire par les notes de bas de page.
- La présentation des références doit suivre les conventions bibliographiques. Il est recommandé d'utiliser les modèles {{Ouvrage}}, {{Chapitre}}, {{Article}}, {{Lien web}} et/ou {{Bibliographie}}. Le mode d'édition visuel peut mettre en forme automatiquement les références.
- Insérer une infobox (cadre d'informations à droite) n'est pas obligatoire pour parachever la mise en page.

Pour une aide détaillée, merci de consulter Aide:Wikification.
Si vous pensez que ces points ont été résolus, vous pouvez retirer ce bandeau et améliorer la mise en forme d'un autre article.
Jeremy Hababou né le 27 décembre 1989 à Montmorency (Val-d'Oise), est un pianiste, compositeur et arrangeur.

## Biographie
Il commence l'étude du piano à l'âge de 16 ans et cultive rapidement une passion pour le jazz.
En 2010, il rencontre le pianiste Omri Mor, qui lui enseigne durant deux années les bases du piano jazz.
La même année, il intègre "The Center for Jazz Studies" à Tel Aviv en coopération avec l'école new-yorkaise « The New School School of Jazz and Contemporary Music (en) ».
Deux ans plus tard, il participe à un concours et obtient une bourse d'excellence pour poursuivre ses études à New York. Cependant, il préférera se consacrer à l'écriture de son premier album "Run Away".
En 2012, la chanteuse Anne Ducros lui confie la première partie de son concert au Théâtre Bobino à Paris et lui permet d'établir un premier contact avec le public français.
L'année suivante, il enregistre son premier album « Run Away ».
En juillet 2014, Jeremy accède à la finale du concours international de Piano du Montreux Jazz Festival.
En 2015, il s’installe en France. Il écume les clubs de jazz de la capitale et participe à plusieurs festivals.
Son album "Run Away", enregistré avec Ziv Ravitz (Batterie), Haggai Cohen Milo (Contrebasse) Gilad Ronen (Saxophone, direction artistique) sort le 20 Mai 2016. L'album est reconnu "Révélation!" par Jazz Magazine. Le titre "Paradox" entre en playlist sur TSF Jazz pendant plusieurs mois.
La même année, André Manoukian révèle la musique de Jeremy au grand public en la diffusant dans les émissions de grande écoute "Partons en live" et "Si tu écoutes j'annule tout" sur les ondes de France Inter.
Jeremy devient le professeur de piano d’André et en novembre 2016 ils créent un projet de piano à quatre mains qu’ils présentent pour la première fois sur la scène du New Morning.
En juin 2018, Jeremy sort son deuxième album « Nuances » accompagné des musiciens Lukmil Perez à la batterie et Chris Jennings (en) à la contrebasse, la réalisation artistique est menée par Eric Legnini. L'album remporte 3 clés Telerama et sera presenté le 11 juin au Duc des Lombards avec retransmission en direct sur TSF Jazz.
Parallèlement, Jeremy interprète et compose pour le cinéma et le théâtre. Il participe entre autres à la bande son de «Django»  réalisé par Etienne Comar avec Reda Kateb et Cécile de France, «La promesse de l’aube» (Romain Gary) réalisé par Éric Barbier avec Pierre Niney et Charlotte Gainsbourg, «L’Empereur de Paris» réalisé par Jean Francois Richet avec Vincent Cassel, « Eiffel » réalisé par Martin Bourboulon avec Romain Duris et Emma Mackey.
Au théâtre, il met en musique des lectures avec Noam Morgensztern et Michel Vuillermoz de la Comédie française, Laure Calamy et Nicolas Maury.
En juillet 2019, Diana Krall lui confie la première partie de ses deux concerts à L’Olympia.
La même année, il compose le quatrième album de la chanteuse Mélanie Dahan "Le chant des possibles".
En 2020, l’humoriste Gad Elmaleh le sollicite pour réaliser un projet musical en hommage à Claude Nougaro. L’album est signé chez Blue Note / Universal Music France. Le projet regroupe des musiciens de renom comme Bireli Lagrene, Ibrahim Maalouf, Thomas Dutronc, Richard Galliano, Angelique Kidjo, Karim Ziad et Eric Legnini.
Par la suite, il compose la bande originale du film « Eugenie Grandet » réalisé par Marc Dugain.
Durant l'été 2021, Jeremy entame une tournée de plus de trente dates avec les "Concerts Candlelight" en tant que soliste dans plusieurs villes : Paris, Lille, Bordeaux, Toulouse, Nice, Lyon et Genève.
En 2022, il compose et enregistre son nouvel album "Il était une fois" qui sera édité par Marc Lumbroso. L'album est signé chez Naïve et distribué par Believe Digital.
"Il était une fois" sort le 10 février 2023 et cumule rapidement plusieurs millions de streams à travers le monde.
L'album sera présenté pour la première fois le 9 mars 2023 sur la scène du Musée d'art et d'histoire du Judaïsme puis le 11 mai au Théâtre l’Européen. Les deux concerts affichent complet.
Diana Krall le sollicite de nouveau pour lui confier la première partie de ses deux concerts les 23 et 24 mai 2023 à L’Olympia.

## Discographie
- 2016 : Run Away
- 2018 : Nuances
- 2019 : Le chant des possibles - Mélanie Dahan
- 2021 : Dansez sur moi - Gad Elmaleh
- 2023 : Il était une fois

## Filmographie
- 2016 : Tamara - Pianiste interprète.
- 2017 : Django - Pianiste interprète et compositeur additionnel.
- 2017 : La Promesse de l'aube - Pianiste interprète.
- 2018 : Tamara Vol.2 - Pianiste et compositeur additionnel.
- 2018 : L'Empereur de Paris - Pianiste interprète.
- 2021 : Eiffel - Pianiste interprète et compositeur additionnel.
- 2021 : Eugenie Grandet - Compositeur et Pianiste interprète.
- 2022 : L'école est à nous - Pianiste interprète.

## Documentaires
- 2017 : The Ambucycles of Life
- 2021 : Georges Bensoussan, un Historien. Le Prix de la Liberté